# The Spinning Top
The Spinning Top è il settimo album discografico in studio del cantautore inglese Graham Coxon (chitarrista dei Blur), pubblicato nel 2009.

## Tracce
1. Look Into The Light – 3:18
2. This House – 2:54
3. In The Morning – 8:26
4. If You Want Me – 5:43
5. Perfect Love – 2:51
6. Brave The Storm – 5:19
7. Dead Bees – 3:25
8. Sorrow's Army – 4:20
9. Caspian Sea – 4:54
10. Home – 4:21
11. Humble Man – 3:43
12. Feel Alright – 4:37
13. Far From Everything – 4:09
14. Tripping Over – 4:52
15. November – 5:40